# Вад (Нямц)
Вад (рум. Vad) — село у повіті Нямц в Румунії. Входить до складу комуни Драгомірешть.
Село розташоване на відстані 289 км на північ від Бухареста, 17 км на північний схід від П'ятра-Нямца, 79 км на захід від Ясс.

## Населення
За даними перепису населення 2002 року у селі проживали 745 осіб.
Національний склад населення села:
| Національність | Кількість осіб | Відсоток |
| -------------- | -------------- | -------- |
| румуни         | 646            | 86,7%    |
| цигани         | 99             | 13,3%    |

Рідною мовою назвали:
| Мова      | Кількість осіб | Відсоток |
| --------- | -------------- | -------- |
| румунська | 694            | 93,2%    |
| циганська | 51             | 6,8%     |